# 左熙
左熈（1519年—？），字夏伯，號鑑麓，陝西西安府耀州人，民籍，明朝政治人物。

## 生平
陝西鄉試第三十九名舉人。嘉靖四十四年（1565年）中式乙丑科三甲第二百一十九名進士。兵部观政，本年十二月授汲县知县，隆慶三年（1569年）四月行取，闰六月升户部主事，四年二月调兵部，五年十月升员外，六年七月升郎中，万历二年（1574年）七月升山西参议，四年三月丁忧，十二年十一月降四川佥事，十四年正月致仕。

## 家族
曾祖左進，封大理寺右寺副；祖父左經，按察司僉事；父左思忠，吏部員外郎。前母王氏（贈安人）；忽氏（封安人）。弟左煦（训导）、左囗、左默、左鱟。